# Dudley Storey

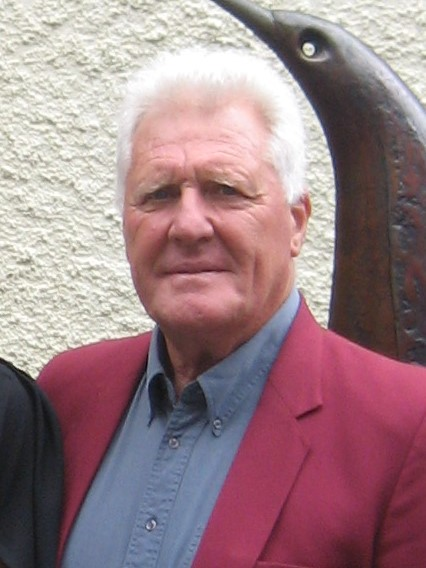
Dudley Storey, 2008

Dudley Leonard Storey (* 27. November 1939 in Wairoa; † 6. März 2017 in Auckland) war ein neuseeländischer Ruderer, der zwei olympische Medaillen gewann.
Storey begann seine Karriere 1954 beim West End Rowing Club, ruderte dann während seiner internationalen Karriere beim Auckland Rowing Club und wechselte danach zurück zum West End Rowing Club. Bei den Olympischen Spielen 1964 trat er im Vierer mit Steuermann an und erreichte den achten Platz. Vier Jahre später gewann er bei den Olympischen Spielen 1968 auf der Regattastrecke in Xochimilco bei Mexiko-Stadt zusammen mit Dick Joyce, Ross Collinge, Warren Cole und dem Steuermann Simon Dickie die olympische Goldmedaille im Vierer mit vor den Booten aus der DDR und der Schweiz. Dies war die erste olympische Goldmedaille für Neuseelands Ruderer überhaupt und die erste Medaille seit 36 Jahren.
Bei der Weltmeisterschaft 1970 in St. Catharines ruderten Storey, Cole, Joyce und Dickie im neuseeländischen Achter, der Bronze hinter den Booten aus der DDR und aus der Sowjetunion gewann. Bei den Olympischen Spielen 1972 auf der Regattastrecke Oberschleißheim bei München trat Storey mit Richard Tonks, Ross Collinge und Noel Mills im Vierer ohne Steuermann an, das Boot gewann die Silbermedaille hinter dem Vierer aus der DDR.
Nach seiner Karriere war Storey als Rudertrainer aktiv. In den 1980er Jahren betreute er die neuseeländische Nationalmannschaft.